# Horst Queck

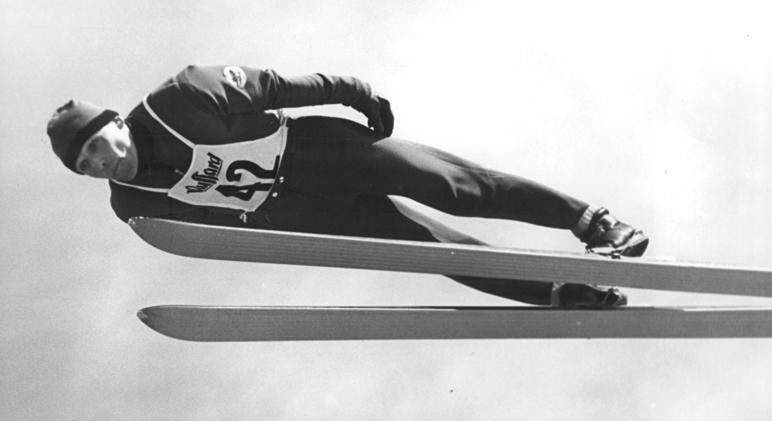
Horst Queck 1968

Horst Queck, född 5 oktober 1943 i Steinach i Thüringen, är en tysk tidigare backhoppare och backhoppningstränare. Han tävlade för Östtyskland (DDR). Queck tävlade från 1966 till 1971. Han representerade SC Motor Zella-Mehlis.

## Karriär
Horst Queck debuterade i tysk-österrikiska backhopparveckan säsongen 1965/1966 i Schattenbergschanze i Oberstdorf i Västtyskland 30 december 1965. Han blev nummer 75 (av 84 startande) i första tävlingen. I nyårstävlingen i Große Olympiaschanze i Garmisch-Partenkirchen 1 januari 1968 blev han bland de tio bästa då han blev nummer nio i tävlingen som Bjørn Wirkola från Norge vann. 
Säsongen 1969/1970 blev den bästa i backhopparveckan för Horst Queck. I öppningstävlingen i Oberstdorf blev han nummer två, 1,9 poäng efter Garij Napalkov från Sovjetunionen. I nyårstävlingen i Garmisch-Partenkirchen blev Queck nummer tio i en tävling där Jiří Raška från Tjeckoslovakien vann, 20,0 poäng före Queck. Hårdaste konkurrenterna, Bjørn Wirkola och Garij Napalkov blev nummer 16 och 18. I Bergiselschanze i Innsbruck i Österrike blev Queck nummer två, 2,5 poäng efter Wirkola. I avslutningstävlingen i Paul-Ausserleitner-Schanze i Bischofshofen blev Queck nummer fyra i en mycket jämn tävling där Jiří Raška vann, 8,8 poäng före Queck. Wirkola blev nummer 3, endast 0,1 poäng före Queck som vann backhopparveckan sammanlagt, 2,8 poäng före Wirkola och 21,9 poäng före Napalkov som blev nummer tre i turneringen.
Horst Queck blev DDR-mästare i stor backe 1969. Han blev även DDR-mästare 1970, i båda backarna, normalbacken och stora backen. 

## Senare karriär
Queck var verksam som backhoppningstränare efter avslutad aktiv idrottskarriär. Han var först tränare i hemmaskidföreningen SC Motor Zella-Mehlis och senare förbundstränare.  